# Mistrovství Evropy juniorů v atletice 2005
18. Mistrovství Evropy juniorů v atletice – sportovní závod organizovaný EAA se konal v litevském Kaunasu. Závod se odehrál ve dnech 21. července – 24. července 2005. 

## Výsledky

### Muži
| Soutěž            | Zlato                                                                   | Výkon    | Stříbro                                                                   | Výkon    | Bronz                                                              | Výkon    |
| 100 m             | Craig Pickering                                                         | 10,51    | Simeon Williamson                                                         | 10,52    | Alex Nelson                                                        | 10,60    |
| 200 m             | Daniel Schnelting                                                       | 21,12    | Julian Thomas                                                             | 21,17    | Wade Bennett-Jackson                                               | 21,41    |
| 400 m             | Željko Vincek                                                           | 46,14    | Martyn Rooney                                                             | 46,56    | Dimítrios Régas                                                    | 46,79    |
| 800 m             | Mattias Claesson                                                        | 1:49,58  | Lukas Rifesser                                                            | 1:50,79  | Steve Fennell                                                      | 1:50,85  |
| 1500 m            | Colin Costello                                                          | 3:45,25  | Danny Darcy                                                               | 3:46,07  | Adrian Danilewicz                                                  | 3:47,22  |
| 5000 m            | Barnabás Bene                                                           | 14:22,30 | Dušan Markešević                                                          | 14:24,04 | László Tóth                                                        | 14:25,46 |
| 10 000 m          | Muğdat Öztürk                                                           | 30:10,60 | Stepan Rogočev                                                            | 30:12,76 | Carlos Gazapo                                                      | 30:24,18 |
| 110 m překážek    | Garfield Darien                                                         | 13,77    | Konstadínos Douvalídis                                                    | 13,99    | Alexander John                                                     | 14,10    |
| 400 m překážek    | Milan Kotur                                                             | 50,15    | David Greene                                                              | 51,14    | Fadil Bellaabouss                                                  | 51,31    |
| 3000 m překážek   | Marcin Chabowski                                                        | 8:40,88  | Albert Minczér                                                            | 8:45,82  | Andrzej Pasternak                                                  | 8:52,31  |
| Štafeta 4 × 100 m | Německo Marius Sewald Christian Blum Nils Müller Daniel Schnelting      | 39,90    | Polsko Mikołaj Lewański Dariusz Kuć Radosław Drapała Karol Sienkiewicz    | 40,03    | Finsko Teemu Vilén Visa Hongisto Timo Salonen Niko Viiala          | 40,29    |
| Štafeta 4 × 400 m | Spojené království Richard Buck Set Osho Richard Strachan Martyn Rooney | 3:06,67  | Rusko Alexandr Sigalovski Dmitrij Buriak Anton Kokorin Artiom Sergijenkov | 3:07,19  | Polsko Patryk Baranowski Paweł Dobek Ziemowit Ryś Kacper Kozłowski | 3:09,75  |
| Chůze na 10 000 m | Andrej Ruzavin                                                          | 39:28,45 | Alexandr Prochorov                                                        | 40:43,67 | Giorgio Rubino                                                     | 40:46,95 |
| Skok do výšky     | Ivan Uchov                                                              | 2,23 m   | Wojciech Theiner                                                          | 2,21 m   | Niki Palli                                                         | 2,19 m   |
| Skok o tyči       | Dmitrij Starodubcew                                                     | 5,50 m   | Konstadínos Filippídis Michail Golovcov                                   | 5,45 m   | neudělena                                                          | –        |
| Skok daleký       | Greg Rutherford                                                         | 8,14 m   | Sebastian Bayer                                                           | 7,73 m   | Mihaíl Mertzanídis-Despotéris                                      | 7,63 m   |
| Trojskok          | Stevens Marie-Sainte                                                    | 16,29 m  | Żivko Petkov                                                              | 15,98 m  | Dmitrij Nikonov                                                    | 15,84 m  |
| Vrh koulí         | Remigius Machura                                                        | 20,09 m  | Lajos Kürthy                                                              | 19,65 m  | Maxim Sidorov                                                      | 19,32 m  |
| Hod diskem        | Margus Hunt                                                             | 62,19 m  | Lajos Kürthy                                                              | 59,75 m  | Martin Wierig                                                      | 59,04 m  |
| Hod kladivem      | Kristóf Németh                                                          | 78,85 m  | Jevgenij Ajdamirov                                                        | 76,73 m  | Jury Szajunou                                                      | 74,78 m  |
| Hod oštěpem       | Ioánnis Smaliós                                                         | 77,25 m  | Alexander Vieweg                                                          | 75,85 m  | Ari Mannio                                                         | 72,47 m  |
| Desetiboj         | Andrej Kravčenko                                                        | 7 997    | Arthur Abele                                                              | 7 634    | Mauri Kaattari                                                     | 7 427    |

### Ženy
| Soutěž            | Zlato                                                                             | Výkon    | Stříbro                                                                  | Výkon    | Bronz                                                                            | Výkon    |
| 100 m             | Iwona Brzezińska                                                                  | 11,67    | Lina Grinčikaitė                                                         | 11,69    | Eleni Artymata                                                                   | 11,74    |
| 200 m             | Julija Čermošanská                                                                | 23,21    | Jala Gangnus                                                             | 23,57    | Angela Moroşanu                                                                  | 23,71    |
| 400 m             | Danijela Grgić                                                                    | 52,42    | Xenija Zadorinová                                                        | 53,39    | Angela Moroşanu                                                                  | 53,48    |
| 800 m             | Natalija Lupuová                                                                  | 2:02,78  | Marija Šapajevová                                                        | 2:03,00  | Olga Cristea                                                                     | 2:03,08  |
| 1500 m            | Morag MacLarty                                                                    | 4:15,12  | Jekatěrina Martynovová                                                   | 4:15,46  | Azra Eminovićová                                                                 | 4:15,77  |
| 3000 m            | Adelina De Soccio                                                                 | 9:20,89  | Susan Kuijken                                                            | 9:28,45  | Barbara Maveau                                                                   | 9:29,78  |
| 5000 m            | Emily Pidgeon                                                                     | 16:14,71 | Taťána Azorkinová                                                        | 16:18,60 | Světlana Kudeličová                                                              | 16:33,07 |
| 100 m překážek    | Eline Beringsová                                                                  | 13,41    | Christina Vukicevicová                                                   | 13,56    | Cindy Billaudová                                                                 | 13,65    |
| 400 m překážek    | Zuzana Hejnová                                                                    | 55,89    | Jekatěrina Kostecká                                                      | 55,89    | Julia Byčkovová                                                                  | 58,12    |
| 3000 m překážek   | Poļina Jeļizarova                                                                 | 10:12,82 | Ancuța Bobocelová                                                        | 10:14,29 | Susi Lutzová                                                                     | 10:14,96 |
| Štafeta 4 × 100 m | Polsko Agnieszka Ceglarek Marika Popowicz Marta Jeschke Iwona Brzezińska          | 44,65    | Rusko Juna Mechti-Zade Natalia Daszyna Julia Kaszyna Julija Čermošanská  | 44,70    | Francie Christelle Monne Nelly Banco Symphora Behi Céline Distel                 | 44,79    |
| Štafeta 4 × 400 m | Rusko Xenia Kuzněcovová Xenia Zadorinová Naděžda Šlapnikovová Jekatěrina Kostecká | 3:32,63  | Německo Wiebke Ullmann Desiree Meyer Julia Müller-Foell Janin Lindenberg | 3:36,63  | Ukrajina Ołeksandra Pejczewa Anżelika Szewczenko Natalija Łupu Ksenija Karandiuk | 3:36,64  |
| Chůze na 10 000 m | Věra Sokolovová                                                                   | 43:11,34 | Olga Michajlovová                                                        | 45:31,49 | Martina Gabrielli                                                                | 46:38,53 |
| Skok do výšky     | Světlana Školinová                                                                | 1,91 m   | Julia Hartmannová                                                        | 1,87 m   | Iryna Kovalenková                                                                | 1,85 m   |
| Skok o tyči       | Silke Spiegelburgová                                                              | 4,35 m   | Swiatłana Makarewicz                                                     | 4,20 m   | Elena Scarpellini                                                                | 4,15 m   |
| Skok daleký       | Denisa Ščerbová                                                                   | 6,57 m   | Amy Harrisová                                                            | 6,35 m   | Anna Nazarovová                                                                  | 6,31 m   |
| Trojskok          | Tetiana Diaczenko                                                                 | 14,04 m  | Cristina Bujin                                                           | 13,72 m  | Lilija Kulyk                                                                     | 13,42 m  |
| Vrh koulí         | Denise Hinrichsová                                                                | 17,55 m  | Irina Tarasowa                                                           | 16,53 m  | Magdalena Sobieszek                                                              | 16,24 m  |
| Hod diskem        | Kristina Gehrigová                                                                | 50,60 m  | Liliana Cá                                                               | 49,69 m  | Marina Jakimowa                                                                  | 49,31 m  |
| Hod kladivem      | Noémi Németh                                                                      | 63,70 m  | Valentina Srša                                                           | 63,12 m  | Laura Gibilisco                                                                  | 62,58 m  |
| Hod oštěpem       | Marija Abakumovová                                                                | 57,11 m  | María Zérva                                                              | 56,47 m  | Sandra Schaffarziková                                                            | 55,49 m  |
| Sedmiboj          | Jessica Ennisová                                                                  | 5 891    | Julia Mächtigová                                                         | 5 830    | Ksenija Baltaová                                                                 | 5 747    |

## Medailové pořadí
| Umístění | Stát                | Zlato | Stříbro | Bronz | Celkem |
| -------- | ------------------- | ----- | ------- | ----- | ------ |
| 1.       | Rusko               | 7     | 12      | 3     | 22     |
| 2.       | Spojené království  | 6     | 5       | 3     | 14     |
| 3.       | Německo             | 5     | 7       | 4     | 16     |
| 4.       | Maďarsko            | 3     | 3       | 1     | 7      |
| 5.       | Polsko              | 3     | 2       | 3     | 8      |
| 6.       | Chorvatsko          | 3     | 1       | 0     | 4      |
| 7.       | Česko               | 3     | 0       | 0     | 3      |
| 8.       | Francie             | 2     | 0       | 3     | 5      |
| 8.       | Ukrajina            | 2     | 0       | 3     | 5      |
| 10.      | Řecko               | 1     | 3       | 2     | 6      |
| 11.      | Bělorusko           | 1     | 2       | 2     | 5      |
| 12.      | Itálie              | 1     | 1       | 4     | 6      |
| 13.      | Irsko               | 1     | 1       | 0     | 2      |
| 14.      | Belgie              | 1     | 0       | 1     | 2      |
| 14.      | Estonsko            | 1     | 0       | 1     | 2      |
| 16.      | Lotyšsko            | 1     | 0       | 0     | 1      |
| 16.      | Švédsko             | 1     | 0       | 0     | 1      |
| 16.      | Turecko             | 1     | 0       | 0     | 1      |
| 19.      | Rumunsko            | 0     | 2       | 2     | 4      |
| 20.      | Srbsko a Černá Hora | 0     | 1       | 1     | 2      |
| 21.      | Bulharsko           | 0     | 1       | 0     | 1      |
| 21.      | Litva               | 0     | 1       | 0     | 1      |
| 21.      | Nizozemsko          | 0     | 1       | 0     | 1      |
| 21.      | Norsko              | 0     | 1       | 0     | 1      |
| 21.      | Portugalsko         | 0     | 1       | 0     | 1      |
| 26.      | Finsko              | 0     | 0       | 3     | 3      |
| 27.      | Izrael              | 0     | 0       | 1     | 1      |
| 27.      | Kypr                | 0     | 0       | 1     | 1      |
| 27.      | Moldavsko           | 0     | 0       | 1     | 1      |
| 27.      | Španělsko           | 0     | 0       | 1     | 1      |
| Celkem   | Celkem              | 44    | 45      | 43    | 132    |